# Arbeiteruhr

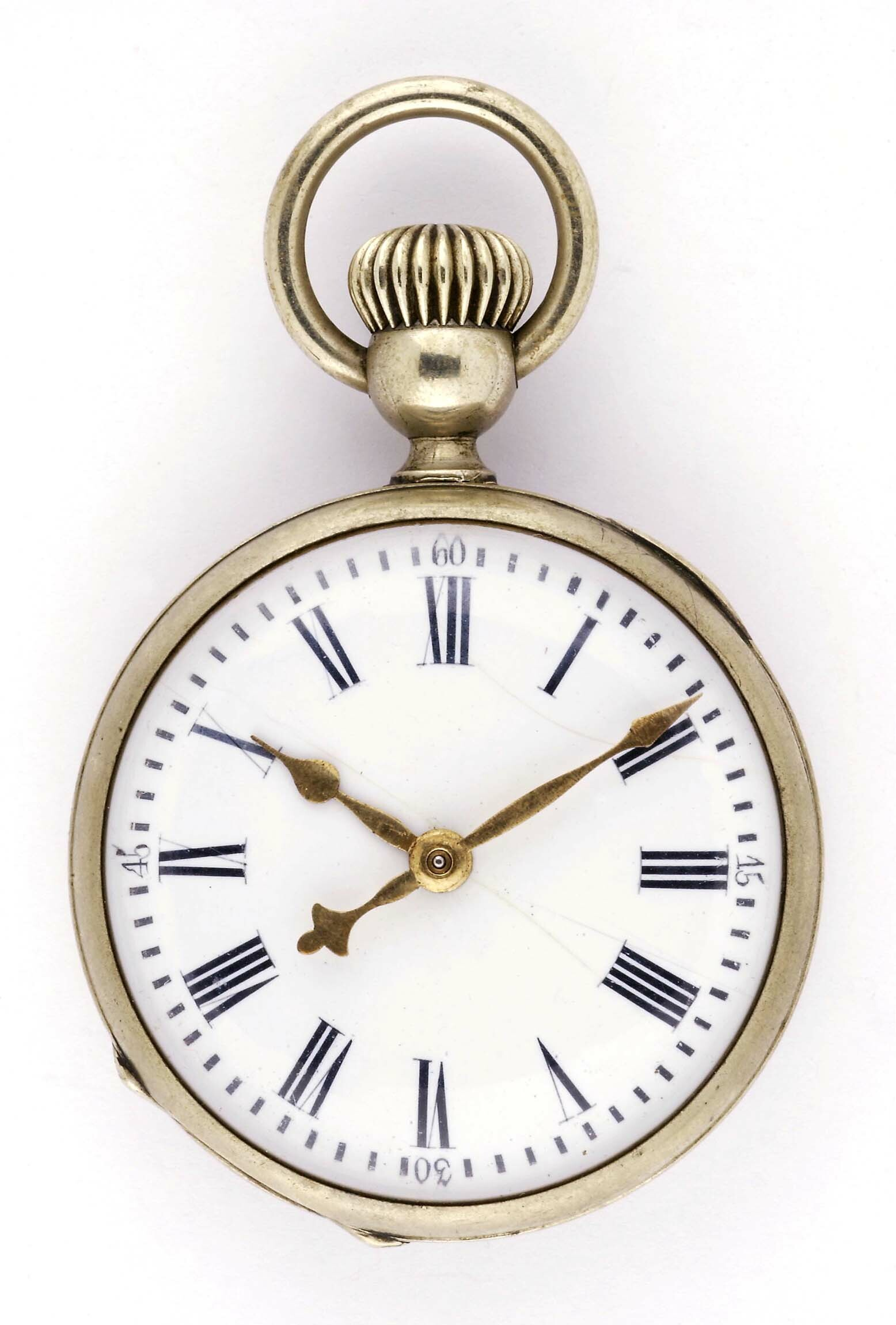
„La Prolétaire“-Taschenuhr Roskopfs aus Neusilber, erste Serie;
um 1870; Deutsches Uhrenmuseum

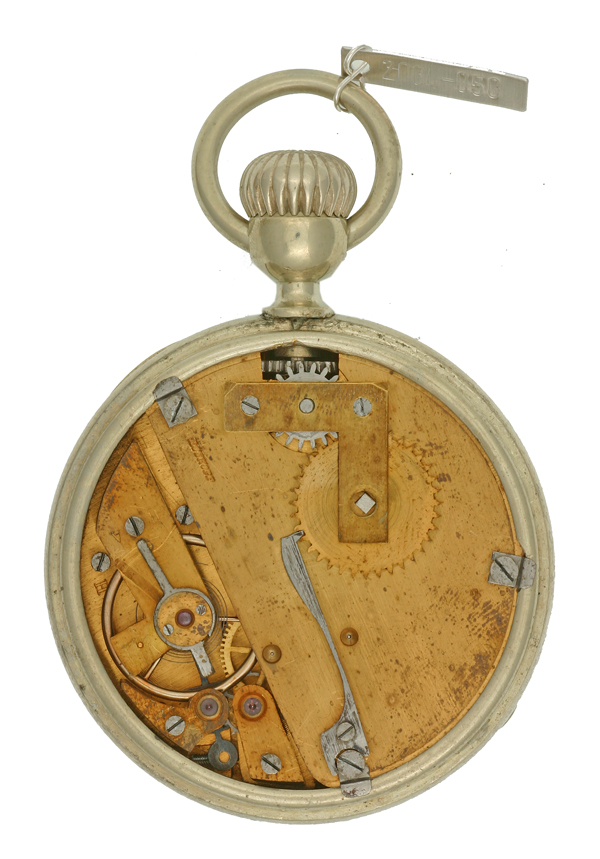
Uhrwerk einer Roskopfuhr um 1870

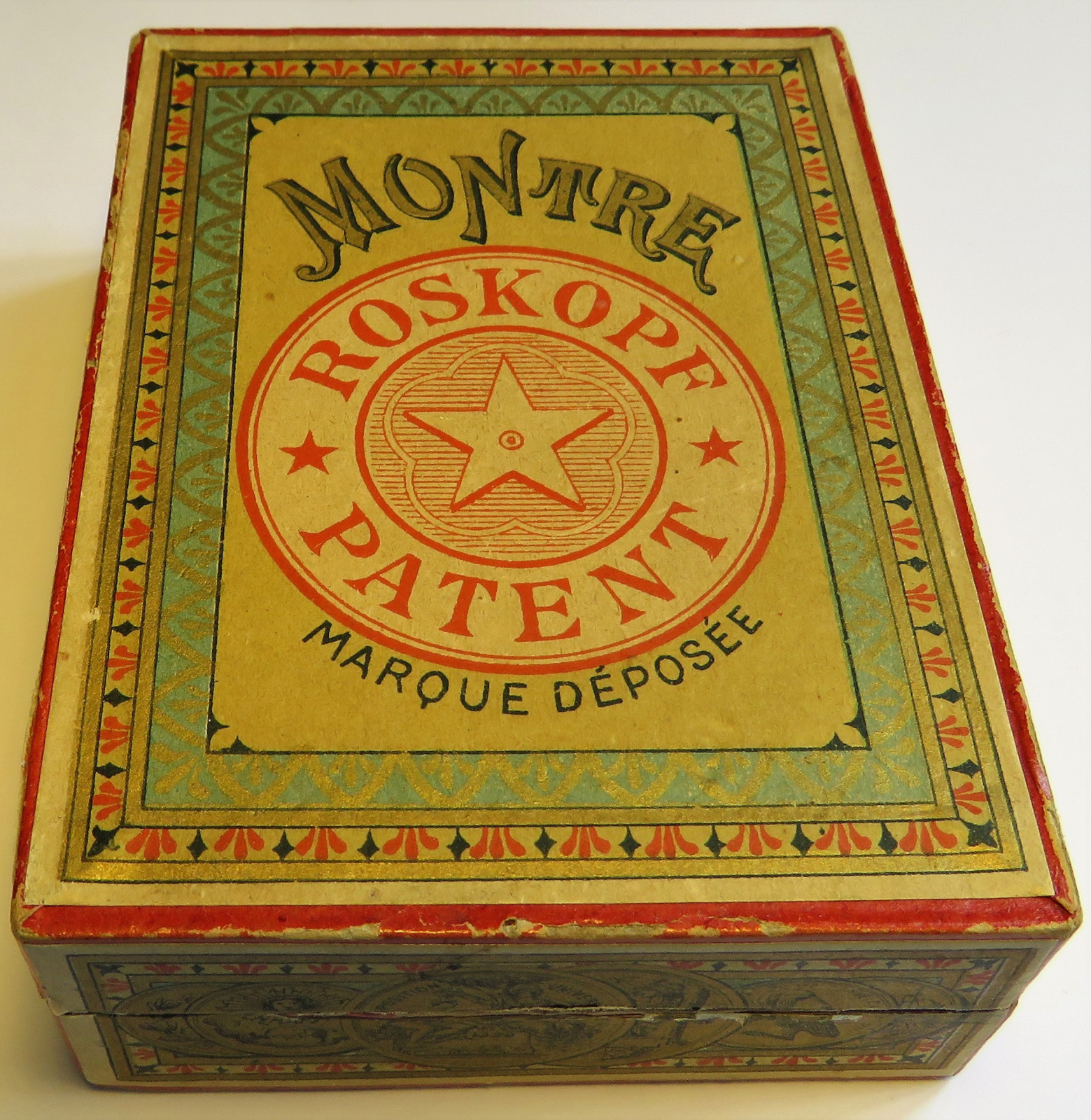
Vielfarbig lithografierter Deckel einer Uhrenschachtel „MONTRE / ROSKOPF PATENT / MARQUE DÉPOSÉE“

Arbeiteruhren, französisch montres d'ouvriers, waren einfache und preiswerte Taschenuhren, die ab dem letzten Drittel des 19. Jahrhunderts im Zuge der Industrialisierung insbesondere für die Arbeiterklasse hergestellt wurden. Die erste Fabrikation dieser einfachen und vergleichsweise kostengünstigen mechanischen Uhren markiert zugleich den Übergang von der handwerklich aufwändigen Einzelfertigung zur industriellen Massenproduktion.
Die von ihrem Erfinder Georges Frédéric Roskopf 1867 ursprünglich La Prolétaire genannte Taschenuhr – später nach ihrem Namensgeber auch als Roskopfuhr bezeichnet – hatte ihre Blütezeit bis zur Quarzuhrenkrise Mitte der 1970er Jahre.

## Geschichte
Roskopfuhren (Stiftankerhemmung) waren gegenüber der sogenannten „Ankeruhr“ (Ankerhemmung) vereinfachte industrielle Uhrenwerke verminderter Qualität, aber dafür erschwinglich für die breite Bevölkerung. Das war auch die Absicht des Erfinders, er benannte sein ab 1867 erscheinendes Modell „La Prolétaire“ (Arbeiter, Proletarier). Bisher wurden Uhren in Manufakturen und nicht industriell produziert. Bei der Pariser Weltausstellung von 1867 gewann G. Roskopf eine Bronzemedaille. Louis Breguet würdigte dabei die Bedeutung dieser Erfindung und wies auf die Vorteile der industriellen Produktion hin. Diese neue Entwicklung war nötig, weil Billiguhren aus den USA im Uhrenkrieg der traditionellen Schweizer Uhrenfertigung zusetzten.
Jahrzehntelang wurden kostengünstige Uhren „System Roskopf“ von der Schweizer und ausländischen Uhrenindustrie (zum Teil mit Schweizer Maschinenpark und Know-how aufgebaute Kapazitäten) in grossen Mengen produziert und auch weiter entwickelt. Daneben gab es weiterhin die höherpreisigen, qualitativen Ankeruhren aus den klassischen Uhrenmanufakturen. Der vermehrte Trend zur Zweituhr oder modischen Uhr gab dem Konzept des günstigen Uhrwerkes Mitte des 20. Jahrhunderts zusätzlichen Auftrieb, neben den Billig- oder Volumenmärkten in Fernost und USA. Mitte der 1970er Jahre exportierte die Schweiz 99 % der Roskopfuhrenproduktion, 41 Mio. Uhren oder -werke mit einem Wert von 534 Mio. CHF.
Der für den Export hohe Schweizer Franken und die Entwicklung der kostengünstigen, trendigen elektronischen Uhr (zuerst der Stimmgabelwerke und dann der Quarzuhren) setzte der günstigen mechanischen Uhr rasch ein Ende. Es begann die sogenannte Quarzuhrenkrise. Die Produktion der Roskopfuhren verschwand beinahe und damit auch der dazugehörige Verband schweizerischer Roskopfuhrenindustrieller. Nur noch in einzelnen Entwicklungsländern konnte sich das Konzept Roskopf etwas länger halten.
Es gab gegen Ende der Blütezeit der Roskopfuhren auch einige mit Lagersteinen (Rubinen) versehene höherwertige Uhrwerke für das mittlere Preissegment von Oris und wenigen anderen Uhrenherstellern.